# Steve Ouimette
Stephen "Steve" Ouimette, född 18 juni 1968, är en amerikansk rockgitarrist som är känd för sina covers av låtar. Han har till exempel gjort en cover av "The Devil Went Down to Georgia" av The Charlie Daniels Band. Han har också gjort låten "Top Gun Anthem" till filmen Top Gun. Han har även spelat in låten "We Three Kings" till musikspelet Guitar Hero III: Legends of Rock som går att ladda ner gratis till Guitar Hero III.